# Yve
Yve [iːv] ist ein weiblicher und männlicher Vorname.

## Herkunft und Bedeutung
Yve gilt als Kurzform von Yves bzw. Yvonne (zu Herkunft und Bedeutung siehe dort) oder auch von Yvain oder Yvette.

## Namensträgerinnen
- Yve Burbach (* 1975), deutsche Schauspielerin
- Yve Fehring (* 1973), deutsche Fernsehmoderatorin

## Namensträger
- Yve-Alain Bois (* 1952), französisch-algerischer Kunsthistoriker